# 花巻パーキングエリア
花巻パーキングエリア（はなまきパーキングエリア）は、岩手県花巻市にある、東北自動車道のパーキングエリア。花巻PAスマートインターチェンジを併設する。

## 施設

### 上り線（仙台・福島方面）
- 駐車場
  - 大型11台
  - 小型21台
- トイレ
  - 男性 大2（和式1・洋式1）・小5
  - 女性 5（和式1・洋式4）
  - 男児用小便器1
  - 車椅子用 1
- 自動販売機

### 下り線（盛岡・青森方面）
- 駐車場
  - 大型11台
  - 小型21台
- トイレ
  - 男性 大2（和式1・洋式1）・小5
  - 女性 5（和式1・洋式4）
  - 男児用小便器1
  - 車椅子用 1
- 自動販売機

## 花巻PAスマートインターチェンジ

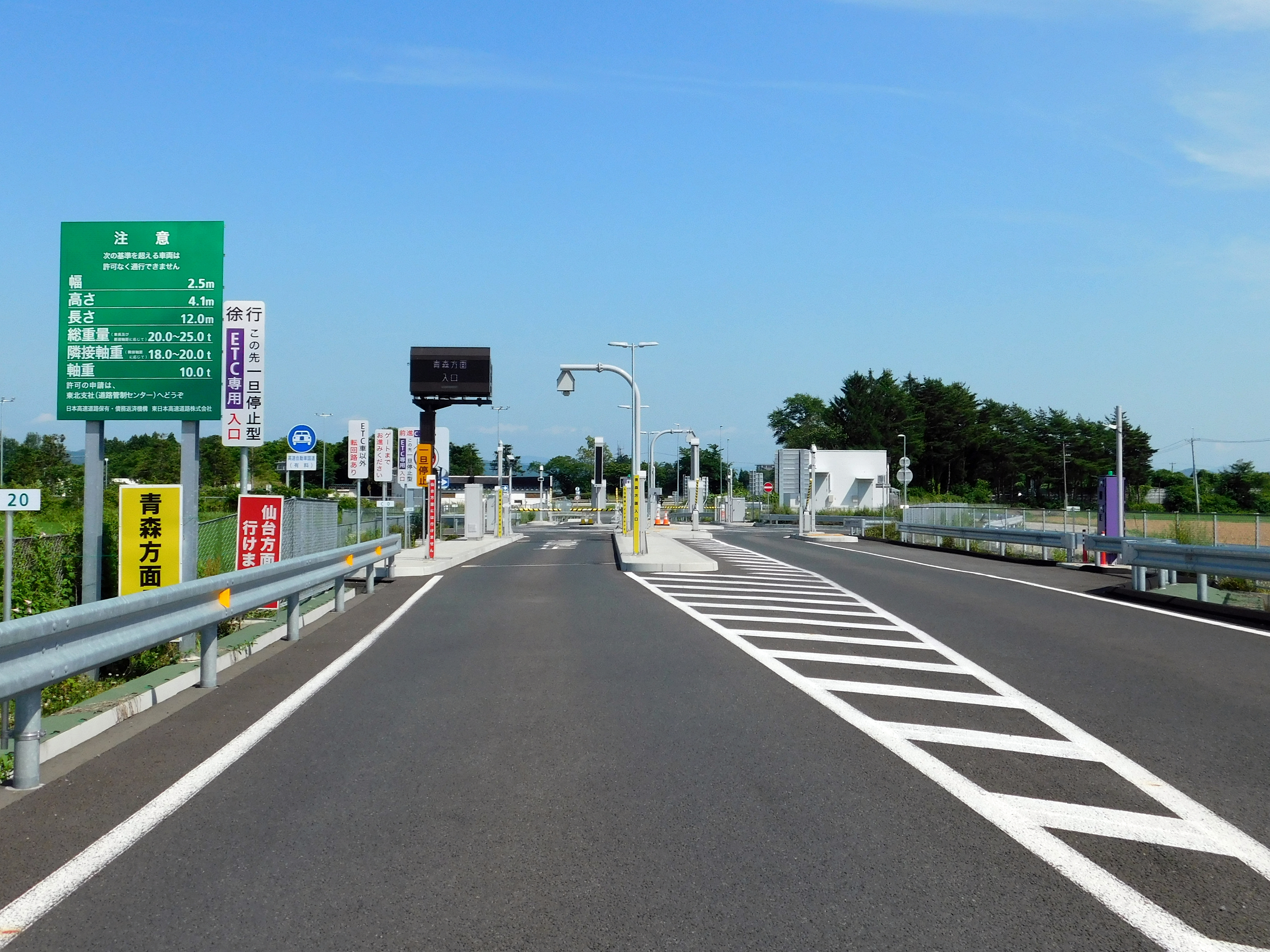
下り線側料金所を一般道側から

花巻PAスマートインターチェンジ（はなまきピーエースマートインターチェンジ）は、花巻PAに併設のスマートICである。
利用可能車種はETC搭載の全車種で24時間運用。上下線ともに出入可となっている。

### 接続する道路
- （上り線）市道山の神諏訪線[2]
- （下り線）岩手県道103号花巻和賀線[2]

### 歴史
- 2019年（令和元年）9月27日 : 国土交通省より新規事業化[3]。
- 2023年（令和5年）3月24日 : IC名称が「花巻PAスマートIC」で正式決定[1]。
- 2024年（令和6年）3月20日 : 供用開始[4]。

## 隣
E4 東北自動車道
(38)北上江釣子IC - (38-0)花巻PA/SIC - (38-1)花巻南IC